# Henry Heimlich
Henry Jay Heimlich (nach anderen Quellen auch Henry Judah Heimlich oder Henry J. Heimlich; * 3. Februar 1920 in Wilmington, Delaware; † 17. Dezember 2016 in Cincinnati) war ein amerikanischer Arzt, der vorwiegend durch die Erfindung des nach ihm benannten Heimlich-Handgriffs bekannt wurde.

## Leben
Heimlich wurde in Wilmington (Delaware) als Sohn von Philip Heimlich und Mary Epstein geboren. 1937 schloss er die New Rochelle High School (NRHS) in New York ab. 1941 erhielt er einen B.A.-Abschluss an der Cornell University und 1943 den Doktorgrad (M.D.) am Weill Cornell Medical College. Während des Zweiten Weltkriegs war er bei den US-Marines als Arzt tätig. Anschließend absolvierte er eine Facharztausbildung auf dem Gebiet der allgemeinen und Thorax-Chirurgie und arbeitete viele Jahre in New York City. Er wechselte 1977 als Professor an die Xavier University of Cincinnati. Bis zu seinem Tod war er Präsident des Heimlich Institute in Cincinnati.
Heimlich war seit 1951 mit Jane Murray verheiratet. Aus der Ehe gingen vier Kinder hervor: Phil, Peter, Janet und Elisabeth.
Am 12. Dezember 2016 erlitt er einen Herzinfarkt, an dessen Folgen er am 17. Dezember verstarb.

## Wirken

### Heimlichs chirurgische Arbeiten
1957 nahm Heimlich erstmals am Menschen eine operative Rekonstruktion der Speiseröhre vor, die zunächst ebenfalls unter seinem Namen bekannt wurde. Diese Operation hatte jedoch Dan Gavriliu schon am 20. April 1951 in Rumänien erfolgreich durchgeführt. Heimlich hat das auch anerkannt, so dass diese Operation nach Gavriliu benannt wurde. Auch das Heimlichventil zur Behandlung des Pneumothorax ist nach Heimlich benannt.

### Der Heimlich-Handgriff

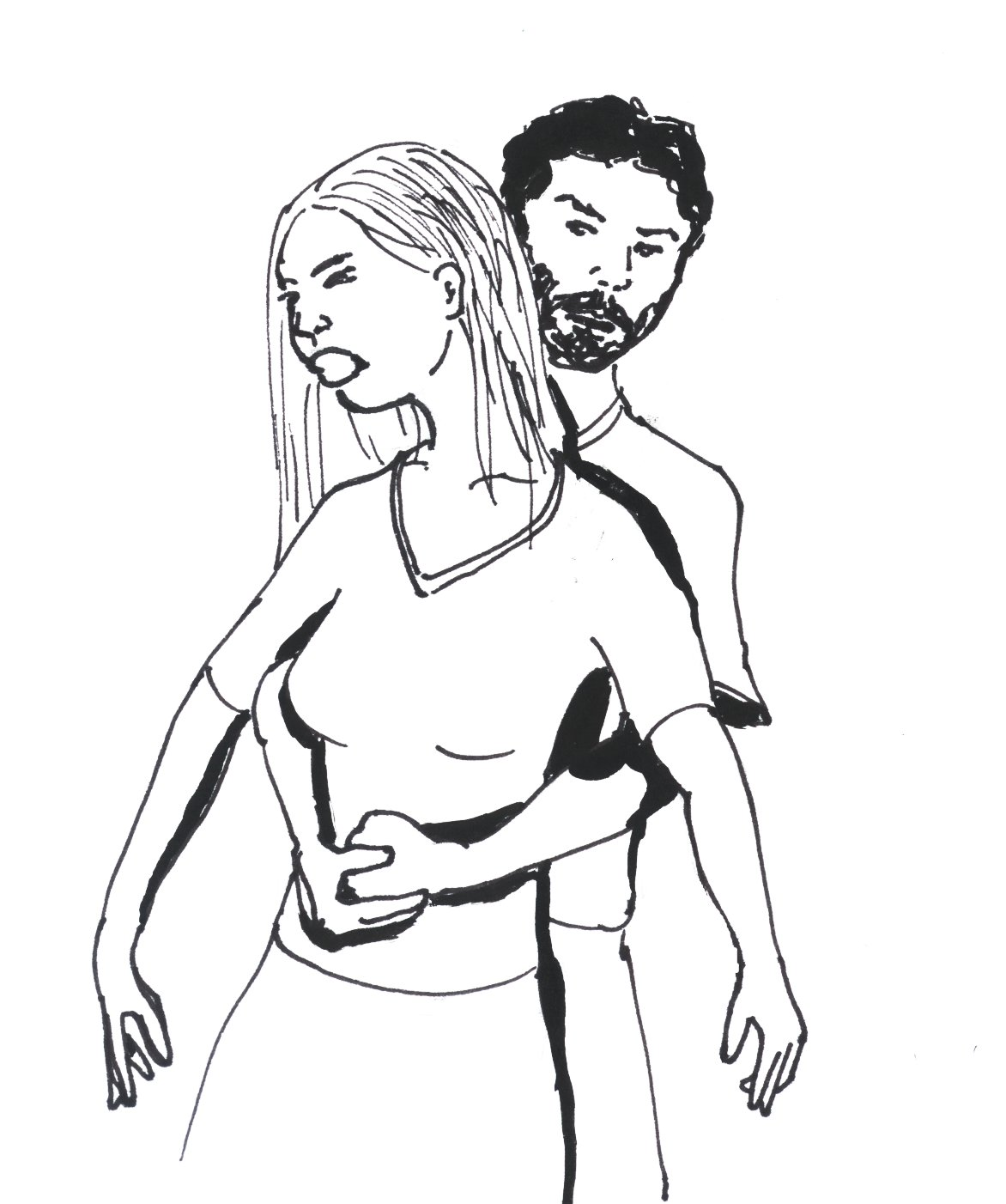
Heimlich-Manöver

1974 beschrieb Heimlich erstmals seinen Handgriff, mit dem ein Fremdkörper-Verschluss der Atemwege beseitigt werden konnte. Eine Zeitung berichtete kurz darauf, dass ein Erstickender damit gerettet wurde.  2003 beanspruchte Edward A. Patrick, ein vorgeblicher langjähriger Fachkollege Heimlichs, für sich, der eigentliche Erfinder des Manövers  gewesen zu sein. Patricks Behauptungen, er selbst habe das Heimlich-Manöver zur Rettung eines ertrunkenen Kleinkindes und bei drohendem Ersticken eines Schlaganfallpatienten  eingesetzt, wurden von Betrugsvorwürfen  gestört, die Heimlichs Sohn Peter M. Heimlich aufgrund eigener Nachforschungen gegen Patrick erhob.
Obwohl nach ihm benannt, hat Henry Heimlich das Manöver während seiner Arbeit als Mediziner kein einziges Mal in einem Notfall angewendet. Erst im Jahr 2000 wandte er das Manöver an, als Restaurantgäste den damals 80-jährigen zur Hilfe riefen, statt seinen Handgriff selbst einzusetzen. Als 96-Jähriger kam Henry Heimlich im Mai 2016 in einem Seniorenheim ein weiteres Mal in die Situation, einer 87-jährigen Mitbewohnerin, die sich an einem Hamburger verschluckt hatte und vom Ersticken bedroht war, mit dem Heimlich-Manöver zu helfen.

### Heimlichs Arbeiten zur Malariatherapie
Sein späteres Schaffen beeinträchtigte Heimlichs Ansehen und brachte ihn in Verruf, insbesondere wegen seiner Behauptung, AIDS, Krebs und Lyme-Borreliose seien heilbar, wenn die Patienten mit Malaria infiziert würden. Diese Theorie stammt ursprünglich von Untersuchungen, die der Nobelpreisträger für Medizin, Julius Wagner-Jauregg, durchgeführt hatte: Er fand heraus, dass Malariatherapie Neurolues heilen könne. Seit Anfang der 1990er Jahre organisierte Heimlich Menschenexperimente in Mexiko, China und verschiedenen afrikanischen Ländern, indem dort Patienten, die an den oben genannten Krankheiten litten, Injektionen mit malariainfiziertem Blut erhielten. Diese Menschenversuche wurden von staatlichen Stellen (einschließlich FDA und CDC) abgelehnt und von Bioethikern als „medizinische Gräuel“ angeprangert.

## Werke
- Postoperative care in thoracic surgery: a manual of practical information for internes, residents and nurses (1962)
- Surgery of the stomach, duodenum, and diaphragm (1967, mit Meyer O. Cantor und Charles Hamilton Lupton)
- Dr. Heimlich's Home guide to emergency medical situations (1984, mit Lawrence Galton)
- Heimlich's maneuvers: my seventy years of lifesaving innovation (2014)